# 克里昂米尼三世

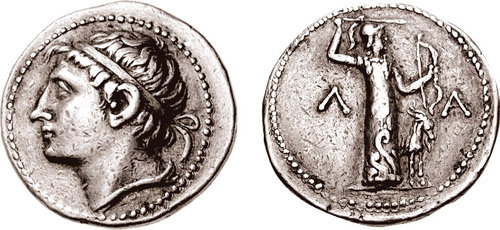
四德拉克馬銀幣，正面是克里昂米尼三世。背面是阿耳忒彌斯·奧爾提亞（Artemis Ortheia）手揮舞著長槍，拿著弓。上有希臘銘文ΛA(ΚΩΝΩΝ)，即「拉科尼亞的」。

克里昂米尼三世（約前265年—前219年）是亚基亚德世系的斯巴达国王（前235年—前222年在位），於前235年繼承父王列奧尼達二世的王位。克里昂米尼三世他以改革斯巴達而聞名。
從前229年到前222年，克里昂米尼三世與阿拉圖斯所領導的亞該亞同盟進行克里昂米尼戰爭，並继承亚基斯四世的企圖，进行一系列改革来挽救逐漸衰弱的斯巴达，但其努力却在馬其頓介入之後，在前222年塞拉西亞戰役戰敗失败告终。他被迫流亡至托勒密埃及，並於前219年自殺。

## 时代背景
克里昂米尼三世是斯巴达国王列奥尼达二世之子，母親是王后克蕾提西克里婭（Cratesicleia），他的出生年份不是很確定，現代歷史學者彼得·格林認為他的出生年約在前265年至前260年間。在他少年时代，欧里庞提德世系的国王亚基斯四世施行改革政策，以恢复斯巴达的公民数量。几个世纪以来，由于土地兼并和生活腐化等原因，作为斯巴达军事力量源泉的斯巴达公民户数不断下降，已经达到危及国家存续的地步。因而亚基斯四世的改革具有十分重大的意义。
前242年反对派的主要人物之一，克里昂米尼三世的父亲列奥尼达二世因反對改革，被迫退位並向雅典娜神殿尋求庇護，王位因此落入亚基斯四世的支持者同時也是列奥尼达女婿克列歐姆布洛托斯二世的手上。前241年，亚基斯四世的改革过于剧烈又操之过急，以至在国内形成了一个强大的反对集团。當他率兵遠在科林斯地峽之時，列奥尼达与斯巴达五督政官联合发动政变，廢除克列歐姆布洛托斯重新登上王位，推翻了改革措施。當亚基斯四世一回國就遭到逮捕，隨後就被處決。
在處決亚基斯四世之後，克里昂米尼此時大約18歲左右，在父王的命令下亚基斯四世之王后埃吉阿蒂絲（Agiatis）被強迫改嫁給克里昂米尼。根據傳說，當時還不知情的克里昂米尼外出打獵，接到父王的通知要他立即趕回斯巴達，當他回到斯巴達城，發現全城佈滿婚禮的裝飾，於是當他問父親是誰要結婚時，列奥尼达二世向他回應說就是你自己，克里昂米尼對於這場婚禮相當疑惑，因為埃吉阿蒂絲的丈夫是被列奥尼达二世下令處死的。儘管如此，雙方還是舉辦了婚禮結了婚。
起初埃吉阿蒂絲對這場婚姻很厭惡，但克里昂米尼對妻子充滿愛慕之情，使埃吉阿蒂絲感動並願意成為他的賢內助。克里昂米尼三世从妻子那里接触到亚基斯四世的事蹟和一些構想，使他对亚基斯四世的改革持正面态度，也许他相信斯巴达确已到了山穷水尽的程度。在列奥尼达二世死后，克里昂米尼三世继承了本家族的王位。

## 改革活动
克里昂米尼三世即位后，曾召回亚基斯四世的弟弟阿希达穆斯五世做共同在位者，但这位王子回国后不久就神秘地遇害了（前227年）。没有证据说明克里昂米尼三世与此事是否有牵连。克里昂米尼三世开始进行他的改革计划，他的策略是，通过对外战争牵引反对改革者的注意力，同时在国内采取行动。他的第一个机会来自亚该亚同盟的入侵。克里昂米尼三世在这次战争中指挥有方又十分勇猛，从而在国内获得了声望。他继而对亚该亚同盟发动反攻，然而其真实用意却是趁机消灭改革最大的障碍监察官（所谓五人议事会）。克里昂米尼三世设法把所有可能反对他的计划的斯巴达公民带出国外参加对亚该亚同盟的讨伐。在把他们拖得筋疲力尽之后，克里昂米尼三世率领一批忠实的支持者离开军队潜回斯巴达。克里昂米尼三世返回已成空城的斯巴达之后，就把5名监察官尽行杀死。克里昂米尼三世随即发布命令永久取消了监察官制度，并把80个主要反对者流放。
克里昂米尼三世在铲除了障碍之后，就大张旗鼓地开始实行他的改革计划。他在公民大会上提议将所有财产交归国有，并重新分配土地。为了恢复军队数量，克里昂米尼三世允许一部分最强壮的非公民自由人获得公民身份。
由于阿希达穆斯五世死后欧里庞提德世系无人继承王位，在克里昂米尼三世时代的斯巴达实际上已成为个人独裁。仅仅为了维持两王在位的古代传统，克里昂米尼三世任命自己的弟弟欧克里达斯为另一在位国王。

## 外部力量毁灭改革
克里昂米尼三世的改革措施无法从根本上改变斯巴达民尽财穷的形势。公民数量尽管大为扩充，但仍不及伯罗奔尼撒战争时代总数的一半。但是，最终扼杀克里昂米尼三世努力的因素来自国外。希腊的形势对斯巴达十分不利：亚该亚同盟步步进逼，北方的马其顿令人生畏。克里昂米尼三世多次打败亚该亚同盟，但却导致亚该亚同盟的领导人阿拉托斯越来越倒向马其顿。前222年，亚该亚同盟和马其顿国王安提柯三世的联军在塞拉西亚战役中彻底打败了斯巴达。占领军废除了一切改革后退去。

## 克里昂米尼三世的结局
克里昂米尼三世逃亡至埃及，在那里他得到了国王托勒密三世的庇护。但是托勒密二世之子托勒密四世在即位后不久就把克里昂米尼三世软禁了起来。克里昂米尼三世与亲信冒险在亞歷山卓发起了一次暴动。在暴动失败后，克里昂米尼三世自杀了。

## 註腳
1. ↑  Plutarch <希臘羅馬英豪列傳 III> P1440起
2. ↑  彼得·格林, Alexander to Actium: The Historical Evolution of the Hellenistic Age, 第255頁
3. ↑  彼得·格林, Alexander to Actium: The Historical Evolution of the Hellenistic Age, 第153頁
4. ↑  Guerber "Death of Agis （页面存档备份，存于）"
5. ↑  Haaran and Poland "Cleomenes III （页面存档备份，存于）"

## 资料来源
- 苏联历史百科全书·人物卷，1961~1973
- 外国历史名人传，中国社会科学出版社，书号：11114·4